# Тувинский государственный университет
Туви́нский госуда́рственный университе́т (ТувГУ) (до 2011 года — Тывинский государственный университет)
(тув. Тываның күрүне университеди) — крупнейшее высшее учебное заведение Республики Тыва, расположенное в Кызыле.

## Университет
Тувинский государственный университет — единственное высшее учебное заведение республики Тыва. История его создания датируется 1995 годом. Тогда в единый вуз были объединены Кызылский государственный педагогический институт и филиалы Красноярского политехнического института и Красноярского государственного аграрного университета, расположенные в Кызыле. Указом Президента России от 30 сентября 1995 года был открыт Тувинский государственный университет (ТувГУ). Именно объединение образовательного и научного потенциала трёх учреждений высшего профессионального образования дало возможность обеспечить высококвалифицированными специалистами систему образования и другие важные отрасли экономики Республики Тыва. С 1995 по апрель 2011года вуз назывался Тывинский государственный университет.
В структуре университета есть Кызылский педагогический институт, Институт профессиональной переподготовки и повышения квалификации кадров и Институт довузовского образования. Также в состав вуза входят Кызылский педагогический колледж, девять факультетов, сорок одна кафедра, музейный комплекс, Ботанический сад, научная библиотека с восемью читальными залами, информационно-аналитический центр, Центр здоровья, физкультурно-оздоровительный комплекс с плавательным бассейном, семь спортивных залов, спортивно-оздоровительный лагерь и другие учебные, научные и вспомогательные службы.
С 2011 года Тувинский государственный университет является членом Ассоциации образовательных и научных учреждений «Открытый сибирский университет», двух технологических платформ: «Национальная информационная спутниковая система» и «Национальная суперкомпьютерная технологическая платформа». ТувГУ — член учебно-методического объединения вузов по 11-ти укрупнённым группам специальностей и классическому университетскому образованию.

### Ректоры
Первым ректором Тувинского государственного университета в 1995 году был назначен Бузур-оол Орлан Базырович, кандидат математических наук, доцент, заслуженный учитель России.
С 1999 по 2009 годы ректором ТувГУ работал Дубровский Николай Григорьевич, доктор биологических наук, профессор
С 2009 по 2014 годы ТувГУ возглавлял Ондар Сергей Октяевич, доктор биологических наук, профессор, заслуженный работник науки Республики Тыва.
В настоящее[когда?] время ректор Тувинского государственного университета — Ольга Матпаевна Хомушку, доктор философских наук, профессор, заслуженный работник Республики Тыва.

### История КГПИ
История Тувинского государственного университета тесно связана с Кызылским государственным педагогическим институтом. В начале 1950-х годов буквально каждая отрасль Тувинская АССР нуждалась в образованных кадрах. Не хватало и учителей. Правительство республики обратилось к Совету министров СССР с просьбой об открытии института в Туве. 30 июня 1952 года открылся Кызылский учительский институт. На тот момент в нём было всего два отделения: отделение языка и литературы, и физико-математическое отделение. Институт принимал всего 100 абитуриентов в год. В 1959 году был открыт третий факультет: педагогики и методики начального обучения. Первый выпуск 1961 года подарил республике 85 учителей.

## Структура
В настоящее[когда?] время в ТувГУ функционирует 11 факультетов.
- Естественно-географический — один из старейших факультетов университета. Первоначально он именовался агробиологическим факультетом. Первый приём студентов был проведён в 1963 году в количестве 25 человек. Первым деканом факультета была Светлана Суруновна Курбатская, которая руководила факультетом с 1963 по 1968 годы. Сегодня Светлана Курбатская — доктор географических наук, профессор, Заслуженный деятель науки Республики Тыва, почётный работник высшего профессионального образования Российской Федерации. В начале семидесятых годов факультет готовил учителей биологии с дополнительной специальностью «Химия». Следующим деканом с 1968 до 1972 года был Альфред Петрович Харью. В тот период факультет называется биолого-химическим. Большой вклад в организацию и совершенствование учебно-воспитательного процесса внёс Георгий Васильевич Николаев, который работал деканом с 1972 по 1976 годы. В 1976—1982 годах деканом факультета была назначена Раиса Федосеевна Петрова. В то время он переименован в естественно-географический факультет. Открывается специальность «Биология-география». С мая 1983 год по 1987 год деканом становится Дарый Биче-ооловна Баранова. В это время преподаватели факультета начинают участвовать в международной монгольско-советской программе «Эксперимент Убсу-Нур». Участие в масштабной научной программе дало сотрудникам факультета опыт полевых исследований. В 1987 году естественно-географический факультет возглавил Николай Григорьевич Дубровский. Сегодня он — доктор биологических наук, профессор. В те годы появляются новые направления подготовки: биология-физкультура, география-история, биология — сельскохозяйственный труд, биология-экология, химия — обслуживающий труд. В это время, с 1999 по 2010 годы, деканом факультета избирается Ирина Викторовна Бурхинова. С сентября 2010 по 2015 год факультетом снова руководит профессор, доктор биологических наук Дубровский Н. Г. В настоящий[когда?] момент деканом факультета является доцент кафедры биологии, кандидат биологических наук Ондар Елена Эрес-Ооловна. За время существования факультетом подготовлены более 3300 высококвалифицированных специалистов, из которых более 40 получили научную степень кандидата и доктора наук.
- Исторический факультет Самостоятельного факультета, где готовили бы историков, в ТувГУ долго не было, хотя в том или ином виде специальность всё же была. В 1989 году на базе естественно-географического факультета была открыта специальность « учитель истории и географии». В 1992—1993 гг. на филологическом факультете была набрана группа по специальности « учитель истории средней школы». Исторический факультет в Тувинском государственном университете открылся в сентябре 1994 года. Первым деканом был назначен Вячеслав Оюнович Опеен, кандидат исторических наук. Становление исторического факультета как самостоятельного подразделения навсегда связано с именами таких преподавателей, как Василий Ламажыкович Биче-оол, Владимир Андреевич Дубровский, Владимир Андреевич Петренко, Галина Александровна Забелина, Вячеслав Донгакович Март-оол, Зоя Юрьевна Доржу, Владимир Романович Фельдман и другие. На факультете регулярно проводятся археологические, музейные, этнографические экспедиции и практики. С 2011—2012 учебного года исторический факультет ведёт подготовку бакалавров по следующим направлениям: история и обществознание, документоведение и архивоведение, зарубежное регионоведение и история. В 1994 году была открыта первая в Кызылском педагогическом институте аспирантура по специальности «Отечественная история» под научным руководством доктора исторических наук Зои Юрьевны Доржу. В настоящее[когда?] время историческим факультетом руководит декан Рамиль Шатмуратович Харунов, кандидат исторических наук.
- Экономический факультет История экономического факультета ТувГУ берёт начало с Кызылского филиала Красноярского политехнического института, открытого в 1974 году. Сначала в 1995 году был создан инженерно-технический факультет. В апреле 1999 года на ИТФ была образована кафедра экономики и менеджмента. Первые студенты по специальности 080502.65 — «Экономика и управление на предприятии строительства» начали обучаться на дневном и на заочном отделениях с сентября 1999 г. Начиная с 2001 г. кафедра экономики и менеджмента, начала вести подготовку дипломированных специалистов по двум специальностям: «Экономика и управление на предприятии строительства» и «Бухгалтерский учёт, анализ и аудит». 4 сентября 2003 года в ТувГУ был создан самостоятельный факультет: экономический. У истоков создания кафедры экономики и менеджмента и в целом экономического факультета стояли доктор технических наук, доцент, профессор Борис Комбуй-оолович Кара-Сал, в то время работавший деканом ИТФ, и доктор экономических наук, доцент, профессор Вячеслав Кыргысович Севек — оба выпускники Кызылского филиала Красноярского политехнического института. В разное время экономическим факультетом руководили Раиса Григорьевна Долотова, кандидат технических наук, кандидаты экономических наук Ооржак Валерий Окпан-оолович и Соян Мерген Кыстай-оолович. В настоящий[когда?] момент деканом экономического факультета является доктор экономических наук, доцент, профессор Вячеслав Кыргысович Севек. С момента основания факультета обучение экономических кадров осуществляется на основе традиций совмещения инженерных знаний с профессиональной экономической подготовкой. Факультет проводит подготовку производственных кадров по четырём направлениям подготовки бакалавров и по двум укрупнённым группам специальностей «Экономика и управление» и «Управление в технических системах».
- Инженерно-технический факультет Основа подготовки инженерных кадров в Туве была заложена в Кызылском филиале Красноярского политехнического института, который был открыт в 1974 году. Первым директором местного подразделения красноярского вуза был назначен кандидат технических наук Бузур-оол Доржу Базырович, один из первых учёных-инженеров Тувы, автор более 20 научных статей. В 1975 году были открыты две кафедры «Автомобили и автомобильное хозяйство» и кафедра общенаучных дисциплин. На следующий учебный год встал вопрос об открытии деканата факультета «Автомобильный транспорт» (декан Соколов М.Г). Это послужило толком к более быстрому развитию материально-технической базы, приобретению учебной и учебно-методической литературы, оснащению аудиторий и лабораторий. В 1979 году состоялся первый выпуск специалистов автотранспортного направления. В декабре 1974 года было открыто подготовительное отделение. Через год на его базе под патронажем Министерства образования РТ был открыт технический лицей. В 1993 году директором Кызылского филиала Красноярского государственного технического университета был назначен Ондар Маадыр Алдын-Херелович. При факультете имеются производственный цех и научно-исследовательская лаборатория «Силикат», проектное бюро, научно-производственная лаборатория «Прогресс», УНИЦИД «Энергоаудит». Созданы лаборатории по геологии и метрологии, лаборатории по испытанию строительных конструкций и технических эксплуатаций зданий. Инженерно-технический факультет тесно сотрудничает с Санкт-Петербургским государственным архитектурно-строительным университетом, в котором обучаются лучшие выпускники факультета — аспиранты и докторанты.
- Сельскохозяйственный факультет 21 июня 1984 года в Кызыле был открыт Тувинский филиал Красноярского сельскохозяйственного института. Были набраны первые группы студентов на специальности «агрономия» и «зоотехния». Первым директором филиала был назначен Монгуш Сонгукчу Сазыг-оолович, кандидат сельскохозяйственных наук. В 1994 году ТфКСХИ переименован в Тувинский филиал Красноярского государственного аграрного университета. А через два года Тувинский филиал КрасГАУ вошёл в состав Тувинского государственного университета и стал сельскохозяйственным факультетом. Первым деканом подразделения стал Дадар-оол Хертекович Дансюрюн. В настоящее[когда?] время сельскохозяйственный факультет обеспечивает подготовку по специальностям: «агрономия», «зоотехния», «технология производства и переработки сельскохозяйственной продукции», «ветеринарно-санитарная экспертиза», «лесное дело». В структуру факультета входит музей, 2 научные лаборатории — « Комплексные исследования в животноводстве» и «Агромониторинг». Также есть УНМЦ «Животновод», виварий сельскохозяйственных животных, учебно-опытное поле, ветеринарная клиника «УниВет». Всего в профессорско-преподавательском составе факультета 30 преподавателей, из них 24 имеют учёную степень и звания, в том числе 5 докторов наук. Преподаватели факультета сотрудничают с учёными Российского государственного аграрного университета, Московской сельскохозяйственной академии имени К. А. Тимирязева, Российского университета дружбы народов, Всероссийского НИИ животноводства и др.
- Физико-математический факультет Это один из первых, основополагающих факультетов Тувинского государственного университета. В 1951 году Указом Совета Министров СССР в Кызыле был открыт Учительский институт. Началось строительство учебного корпуса. В институте было открыто два отделения — физико-математическое и филологическое — с планом приёма на каждое отделение по 50 человек. Ректором Кызылского Учительского института стал Селеменов Алексей Александрович, кандидат исторических наук. С 1 сентября 1956 года на базе Учительского института был открыт Кызылский педагогический институт, первоначально с двумя факультетами. Первым деканом факультета был А. И. Новиков, участник Великой Отечественной войны. Первый выпуск КГПИ состоялся в 1961 году (85 учителей с высшим образованием, в том числе 48 учителей математики и физики). В первые годы на факультете была объединённая кафедра математики и физики, которую возглавлял кандидат педагогических наук Т.Н. Метляев. В 1989 году была образована кафедра информатики, которую возглавил выпускник механико-математического факультета МГУ им. М.В. Ломоносова кандидат физико-математических наук, доцент О. Б. Бузур-оол. С 1996 года на факультете функционируют четыре кафедры: кафедра математического анализа и методики преподавания математики, кафедра алгебры и геометрии, кафедра физики, кафедра информатики. При факультете действует научно-исследовательская лаборатория «Теория вероятностей и её приложений», её работой руководит д. ф-м.н., профессора А. И. Жданок. Тесная связь на факультете поддерживается с высшими учебными заведениями страны. В частности, с Новосибирским государственным педагогическим университетом, Сибирским федеральным университетом, Омским государственным педагогическим университетом и другими. На факультете с 2008 года функционирует городской алгебраический семинар. В настоящее[когда?] время физико-математическим факультетом руководит кандидат педагогических наук Кара-Сал Надежда Маасовна.
- Факультет физической культуры и спорта Впервые набор студентов на специальность «Биология и физическая культура» в Кызылском педагогическом институте начали проводить в 1989 году на базе естественно-географического факультета. В 1998 году ТывГУ открыл специальность «Физическая культура и спорт». Была набрана первая группа студентов (25 человек) по специальности «Педагог по физической культуре». И уже на следующий год был открыт факультет физической культуры и спорта. Обязанности декана нового факультета были возложены на д.п.н, профессора Ооржака Х. Д-Н. В 1994 году состоялся первый выпуск по специальности «Биология и физическая культура». Первая печатная работа на кафедре физической культуры появилась в 1994 г. Это монография Х.Д-Н. Ооржака «История развития физической культуры и спорта в Туве до 1945 года». В начале 2003 года вводится в эксплуатацию учебный корпус. Материальная база пополняется специализированным спортивным залом, просторными раздевальными комнатами с душевыми кабинами. Факультет получает новые учебные аудитории, лыжную базу, зал борьбы и другие производственные помещения. Значительно укрепляется также учебная и научная база кафедр. Если в начале 2000-х гг. дипломированных учёных насчитывались единицы, то к 2014 г. на факультете уже трудятся два профессора, один доктор наук, 6 кандидатов наук и доцентов. В настоящее[когда?] время в составе факультета функционируют 3 кафедры, являющиеся структурными подразделениями факультета физической культуры и спорта. Факультет физической культуры и спорта гордится своими выпускниками, ставшими звёздами не только тувинского, но и российского спорта. Это Лориса Ооржак, Заслуженный мастер спорта России по женской борьбе, участница Олимпийских Игр (г. Афины Греция, 2004 г.), неоднократная чемпионка Европы среди молодёжи, серебряный призёр первенства мира, Опан Сат, Заслуженный мастер спорта России по вольной борьбе, трёхкратный чемпион Европы (2011,2012,2013), победитель Кубка Наций, Начын Монгуш Заслуженный мастер спорта России по сумо, двукратный чемпион мира по сумо, победитель первых Всемирных игр по боевым искусствам, Мерген-оол Монгуш, Заслуженный мастер спорта России по кикбоксингу, двукратный чемпион мира, чемпион Евразии и другие.
- Филологический факультет Отделение языка и литературы открылось в 1952 году в Кызылском учительском институте. Таким образом, филологический факультет-один из старейших и базовых факультетов Тувинского государственного университета. В своё время здесь трудились известные учёные Тувы: Пальмбах А. А., Кунаа А. Ч., Алдын-оол Х.С.,Сат Ш. Ч., Салзынмаа Е. Б.,Хадаханэ М. А.,Бегзи Р. Р.,Коптева Е. И.,Март-оол К.Б.,Курбатский Г. Н. и другие. Они внесли огромный вклад в развитие филологического факультета и всего ТувГУ. Первым деканом была Екатерина Боракаевна Салзынмаа, заслуженный учитель Республики Тыва, отличник просвещения РСФСР. В 1969 году деканом факультета становится Василий Ламажыкович Биче-оол, кандидат исторических наук. С 1983 года деканом работала Марина Монгушевна Гаврилова. В разные годы филологическим факультетом руководили Тамара Донгак, Алефтина Шаалы, Бичен Ондар, Наталья Смолина, Елена Куулар, Урана Даржа, Елена Бады-Монге. Сегодня деканом факультета является кандидат филологических наук Надежда Дарыевна Сувандии. На филологическом факультете обучаются более 500 студентов по специальностям: «русский язык и литература», «Родной язык и литература», «Иностранный язык». Также есть направления подготовки бакалавриата: «Филологическое образование», «Образование в области родного языка», «Русский язык и китайский язык», «Филология». Все кафедры тесно сотрудничают с ведущими вузами Сибири, расширяются образовательные и научные связи с Монголией, КНР, Турцией, Японией, Чехией, США.
- Кызылский педагогический колледж Первый педагогический техникум в Туве был создан в 1934 году, при посольстве СССР в Тувинской Народной Республике. 1 сентября 1945 года в Кызыле открылось педагогическое училище. Первым директором был Корнев Григорий Васильевич. В 1945 году в училище работали 13 педагогов, на учёбу принимали после окончания семилетней школы. Они были приняты на полное государственное обеспечение и проживали в Доме пионеров и в частном доме, который был переделан под общежитие. В первое время процесс обучения шёл с помощью переводчика. Первый выпуск состоялся в 1948 году, окончили его 33 человека. Представители советской интеллигенции работали в училище в то время: это Анна и Павел Мазуревские, Л. В. Дятлова, И. П. Чащухин, В. Л. Ладанова, Р. С. Пуговкина и другие. В начале 80-х годов была значительно улучшена учебно-материальная база училища, состоялся переезд в новое современное здание. Появились спортивный зал, актовый зал с кинобудкой, столовая, библиотека, учебные мастерские по металло и деревообработке, класс автодела. В 2002 году училище получило статус колледжа, который стал подразделением Тувинского госуниверситета. За 70 лет более 10 тысяч выпускников закончили Кызылское педучилище. Сегодня в колледже по очной форме обучаются около 500 студентов. Директор колледжа — Тапышпан Павел Михайлович, кандидат педагогических наук, доцент.
- Кызылский педагогический институт В составе Тувинского государственного университета есть Кызылский педагогический институт. История его создания начинается с Кызылского учительского института, который был открыт в 1952 году. Было два отделения: дневное и заочное. На каждом обучалось по 50 человек. В 1956 г. на базе КУИ был открыт Кызылский государственный педагогический институт (КГПИ) с двумя факультетами: филологическим и физико-математическим. Через три года образовался новый факультет педагогики и методики начального обучения. Ректором КГПИ был назначен кандидат филологических наук, первый тувинец, доктор филологических наук, Кунаа А. Ч.  С 1965 по 1979 год ректором КГПИ назначен Заслуженный учитель школы РСФСР, кандидат педагогических наук, доцент, Алдын-оол Х.С., знаток родного языка и литературы. В 1994 году возникла необходимость объединить КГПИ и филиалы высших учебных заведений Красноярска — в единый Тувинский государственный университет. 7 сентября 2009 года был создан Кызылский педагогический институт ТувГУ. Большую роль в становлении нового статуса педагогического института сыграла кандидат исторических наук, директор Кызылского педагогического института, Ондар Лидия Шуртуевна. 02 февраля 2011 года по конкурсу директором КПИ избран заслуженный работник физической культуры РФ, заслуженный работник образования РТ, доктор педагогических наук, профессор, Ооржак Х.Д-Н. С декабря 2013 года директором КПИ был назначен Морозов Пётр Александрович, «Заслуженный работник общего образования РТ», «Отличник народного просвещения РФ», почётный профессор ТувГУ. С сентября 2014 года директором КПИ назначена кандидат экономических наук, доцент, Ликтан Валериана Тарачиевна.
- Юридический факультет Юридический факультет — один из молодых факультетов в Тувинском государственном университете. История создания факультета начинается с кафедры правоведения на базе исторического факультета. 18 декабря 2003 г. Учёный совет вуза принял решение об открытии специальности «Юриспруденция». В июне 2004 г. Министерство образования и науки Российской Федерации выдало лицензию серии А № 000524 от 3 апреля 2004 г. на ведение образовательной деятельности Тывинскому государственному университету по специальности 030501.65 «Юриспруденция». В сентябре того же года поступили первые 60 студентов. 25 мая 2006 г. кафедра правоведения выходит из состава факультета экономики и права и на её базе создаются две кафедры: кафедра теории, истории государства и права и кафедра гражданского, уголовного права и процесса. 7 сентября 2006 г. по решению Учёного совета университета открывается юридический факультет. В 2009 г. кафедра гражданского, уголовного права и процесса разделяется на две самостоятельные кафедры: кафедра гражданского права и процесса и кафедра уголовного права и процесса. В 2011 г. создана кафедра конституционного и муниципального права. 1 февраля 2014 г. создаётся новая кафедра — кафедра таможенно-правовых дисциплин. Также в структуру юридического факультета входит: юридическая клиника, криминалистическая лаборатория, учебный зал судебных заседаний, лаборатория технических средств таможенного контроля, отделение заочного обучения. Качество подготовки специалистов на факультете обеспечивает профессорско-преподавательский состав из 23 преподавателей, среди которых 4 (12,9 %) докторов наук и профессоров, 12 (52, 17 %) кандидатов наук, доцентов. Первым деканом юридического факультета ТувГУ стал профессор, первый доктор юридических наук в Туве Николай Алдын-оолович Ондар. С февраля 2014 г. и. о. декана юридического факультета была назначена к.и.н Лидия Шуртуевна Ондар. После того, как в октябре 2014 г. Л. Ш. Ондар была назначена проректором по международным и региональным связям, обязанности декана исполняла к.ю.н., зав. кафедрой гражданского права и процесса Алла Монгуш. 6 июля 2015 г. деканом юридического факультета избран к.ю.н., доцент кафедры уголовного права и процесса Александр Минаев.
- Институт профессиональной переподготовки и повышения квалификации кадров Один из важнейших специализированных структурных подразделений ТувГУ. Факультет переподготовки и повышения квалификации кадров был создан 17 ноября 1998 года. Первым деканом была Ондар Наталья Дожулдеевна, кандидат философских наук. С 2003 года ФППК проводит ежегодное плановое повышение квалификации преподавателей всех кафедр ТувГУ, в том числе по приоритетным направлениям. Регулярно организуются курсы повышения квалификации для учителей школ. С 2006 года на ФППК начали обучение слушатели по различным программам годичной профессиональной переподготовки специалистов (свыше 500 часов) Имеется компьютерный класс для занятий в режиме вебинара. В 2010 году факультет активно включился в программу развития инновационной деятельности ТувГУ, одной из важнейших задач которой является внедрение дистанционных технологий в образовательный процесс. В марте 2012 года был создан Институт непрерывного образования. В его состав вошли факультет переподготовки и повышения квалификации кадров, центр довузовской подготовки, сетевая школа вуза, приёмная комиссия, центр мониторинга и содействия трудоустройству выпускников, центр тестирования иностранных граждан, научно-образовательный и внедренческий центр. Директор подразделения стала Елена Эрес-Ооловна Ондар, кандидат биологических наук. В январе 2015 года в ходе реорганизации Института непрерывного образования ФППК был преобразован в Институт профессиональной переподготовки и повышения квалификации кадров. Директор института назначена Ховалыг Салимаа Сергеевна, кандидат исторических наук. При институте созданы центр организации учебного процесса, центр профессиональной переподготовки и повышения квалификации управленческих кадров, лаборатория электронных образовательных ресурсов и образовательных технологий.
- Институт довузовского образования Институт довузовского образования создан после реорганизации Института непрерывного образования 26 января 2015 года. Структурное подразделение занимается реализацией программы довузовской подготовки слушателей для успешной сдачи ЕГЭ и вступительных испытаний, проводимых университетом. Институт занимается довузовской подготовкой учащихся и выпускников общеобразовательных школ с учётом их индивидуальных интересов, потребностей работодателей и прогноза рынка труда, Ассоциации «Образовательный округ ТувГУ». Институт довузовского образования осуществляет приёмную кампанию. В настоящее[когда?] время директором Института довузовского образования является к.ф.н., Даржа Урана Анай-ооловна.

## Ректоры
- А. А. Селеменов — 1951—1959 годы[2]
- А. Ч. Кунаа — 1959—1965 годы[3]
- Х. С. Алдын-оол — 1965—1979 годы[3]
- Х. О. Ондар — 1979—1987 годы[4]
- А. В. Набатов — 1987—1994 годы[5]
- О. Б. Бузур-оол — 1994—1999 годы[3][6]
- Н. Г. Дубровский — 1999—2008 годы[3]
- С. О. Ондар — 2008—2014 годы[3]
- О. М. Хомушку — с 2014 года.

## Издательская деятельность

### Вестник Тувинского государственного университета
Создан в 2009 году. Выходит четыре раза в год и состоит из четырёх выпусков.
Редакционный совет журнала: О. М. Хомушку, ректор ТувГУ, доктор философских наук, доцент; К. К. Ахметов, доктор биологических наук, профессор, декан факультета химических технологий и естествознания Павлодарского государственного университета; Ян Данилевич, профессор, декан факультета естественной инженерии Вроцлавского технического университета; З. Ю. Доржу, доктор исторических наук, профессор и заведующая кафедрой отечественной истории ТувГУ; Б. К. Кара-Сал, доктор технических наук, заведующий кафедрой промышленного и гражданского строительства ТувГУ; Очир Пурэв, доктор педагогики (Sc.D.), ведущий научный сотрудник Национально-исследовательского института образования; М. С. Кухта, доктор философских наук, профессор Национального исследовательского Томского политехнического университета; Эвелин Эйер, профессор антропологии, заместитель директора Национального музея естественной истории, департамент «Человек, природа, общество»; Цэн Гы Ли, доктор философии, директор Центра азиатских исследований Исследовательского института истории Академии общественных наук КНР.
Выпуск 1. Социальные и гуманитарные науки.
Редакционная коллегия: К. Н. Бурнакова — доктор филологических наук, профессор кафедры раннего изучения иностранных языков Института иностранных языков МГПУ; К. О. Магомедов — доктор социологических наук, профессор Института государственной службы и управления Российской академии народного хозяйства и государственной службы при Президенте Российской Федерации; В. В. Наумкина — доктор юридических наук, профессор кафедры государственного права Института истории и права Хакасского государственного университета имени Н. Ф. Катанова; Е. В. Ослина — кандидат филологических наук, доцент кафедры литературы ТувГУ; Е. К. Карелина — доктор искусствоведения, директор Кызылского колледжа искусств имени А. Б. Чыргал-оола.
Выпуск 2. Естественно-географические и сельскохозяйственные науки.
Редакционная коллегия: Л. К. Будук-оол, доктор биологических наук, профессор кафедры анатомии, физиологии и безопасности жизнедеятельности ТувГУ; Н. Г. Дубровский, доктор биологических наук, профессор кафедры общей биологии, декан естественно-географического факультета ТувГУ; В. Н. Лосев, доктор химических наук, профессор кафедры композиционных материалов и физико-химии металлургических процессов Института цветных металлов и материаловедения СФУ, директор НИИЦ «Кристалл» СФУ; Г. В. Родионов, доктор сельскохозяйственных наук, профессор Заведующий кафедрой молочного и мясного скотоводства и заведующий Учебной молочной лабораторией РГАУ — МСХА имени К. А. Тимирязева; Ю. А. Юлдашбаев, доктор сельскохозяйственных наук, профессор, декан зооинженерного факультета РГАУ — МСХА имени К. А. Тимирязева; Г. Ю. Ямских — кандидат геолого-минералогических наук, доктор географических наук, профессор и заведующая кафедрой географии Института экономики, управления и природопользования СФУ.
Выпуск 3. Технические и физико-математические науки.
Редакционная коллегия: В. И. Верещагин, доктор технических наук, профессор кафедры технологии силикатов и наноматериалов Института физики высоких технологий Томского политехнического университета; И. В. Имидеева, кандидат экономических наук, доцент кафедры "Управление инвестициями и недвижимостью Восточно-Сибирского государственного технологического университета, директор Улан-Баторского филиала ВСГУТУ; Ю. Ф. Кайзер, кандидат технических наук, заведующий кафедрой «Авиационные горюче-смазочные материалы» Института нефти и газа СФУ; Б. К. Кара-Сал, доктор технических наук, профессор и заведующий кафедрой промышленное и гражданское строительство ТувГУ; Ч. Д. Шавыраа, кандидат технических наук, доцент заведующая кафедрой транспортно-технологические средства ТувГУ.
Выпуск 4. Педагогические науки.
Редакционная коллегия: С. А. Боргояков, кандидат химических наук, доктор педагогических наук, профессор, заместитель директора по научной работе Института образования малочисленных народов Севера, Сибири и Дальнего Востока Российской академии образования; Надмид Бэгз, доктор педагогических наук (Sc.D), профессор, директор Института образования Монголии; Л. С. Кара-оол, кандидат филологических наук, доцент кафедры теории и методики языкового образования и логопедии КПИ ТувГУ; Х. Д.-Н. Ооржак, доктор педагогических наук, профессор кафедры теоретических основ физической культуры, проректор по качеству ТувГУ; М. Г. Усманова, доктор филологических наук, профессор кафедры башкирского языка и методики его преподавания факультета башкирской филологии БГПУ имени М. Акмуллы.